# Harmonica-effect

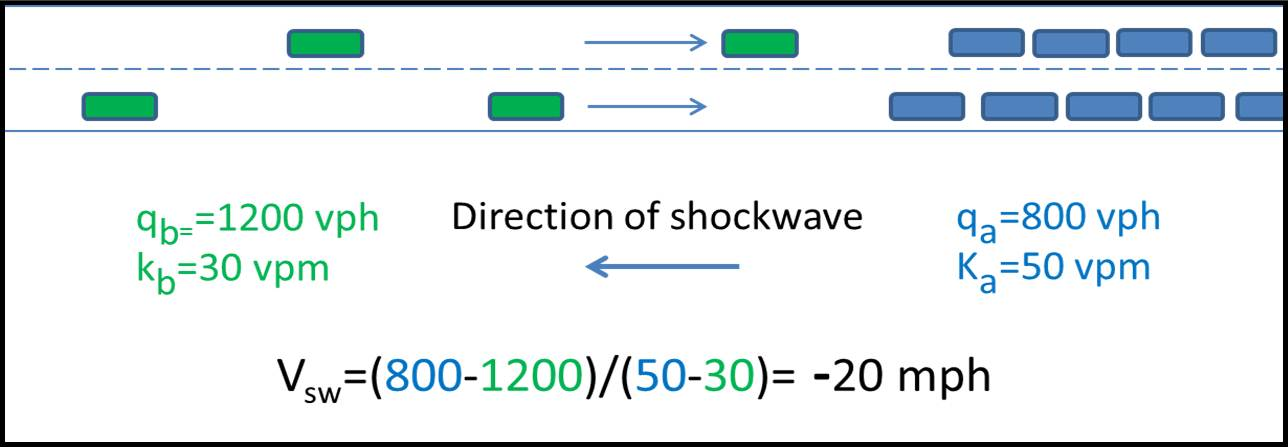
Een mathematische voorstelling van het harmonica-effect.

Het harmonica-effect ontstaat wanneer voertuigen, rijdend op een autosnelweg de ruimte tussen de voorliggende voertuigen dichtrijden en vervolgens steeds (kort) moeten remmen, en daardoor het effect creëren dat iedereen die zich achter deze bestuurder bevindt ook moet remmen. Hoe verder achter in de rij, hoe harder men vanwege de reactietijd moet remmen. Hierdoor ontstaat er op termijn file. Een vergelijkbare oorzaak is spontaan gaan remmen wegens bijvoorbeeld een onduidelijke bocht.
Een plotseling groot verkeersaanbod op een toerit (bijvoorbeeld door het op groen springen van verkeerslichten net voor de toerit), kan ook een oorzaak zijn. De file ontstaat doordat weggebruikers op de snelweg het gas moeten loslaten en dus langzamer gaan rijden. Voorbij de toerit lost de file dan weer op. Zo'n file golft als het ware stroomopwaarts. Toeritdosering, waarbij het verkeer regelmatig op de snelweg wordt toegelaten, is een mogelijke oplossing. 